# SN 2010gp
SN 2010gp – supernowa typu Ia odkryta 14 lipca 2010 roku w galaktyce NGC 6240. W momencie odkrycia miała maksymalną jasność 17,50m.